# Market Stainton
Market Stainton is een civil parish in het bestuurlijke gebied East Lindsey, in het Engelse graafschap Lincolnshire. In 2001 telde het dorp 40 inwoners.
Market Stainton komt in het Domesday Book (1086) voor als 'Staintone', net als het in West Lindsey gelegen Stainton le Vale. De aan de aartsengel Michaël gewijde dorpskerk stamt uit de dertiende eeuw en zij staat op de Britse monumentenlijst. Hetzelfde geldt voor het begin-negentiende-eeuwse landhuis, Market Stainton Hall.